# Enneagram
Az enneagram (a görög ἐννέα [ennea, jelentése ’kilenc’] és γράμμα [gramma, jelentése ’leírás’ vagy ’ábrázolás’]) az emberi karakterek egy modellje, amely kilenc egymással kölcsönös összefüggésben álló, alapjaiban egymástól mégis jól megkülönböztethető típus kidolgozott leírása.
Az enneagram eredete valószínűleg Püthagoraszig nyúlik vissza és a szúfik alkottak belőle először rendszert. A 20. században fő vonalai G. I. Gurdjiefftől és később Eli-Jaxon Beartől erednek.
Tipológiaként az enneagram kilenc karaktertípust határoz meg, amelyeket egy enneagram nevű geometriai alakzat sarokpontjai reprezentálnak, és amely alakzat az egyes típusok közötti kapcsolatokra is utal.

Az enneagram dinamikus modelljének képi ábrázolása

Mivel különféle gondolati iskolák alakultak ki az enneagram-teoretikusok között a tekintetben, hogy az enneagram néhány aspektusát hogyan értelmezzék és hogyan tálalják, ezért az enneagramtanítások nem minden esetben egységesítettek vagy következetesek. A leggyakoribb félreértelmezés a kilenc pont személyiséggel való azonosítása.

## Az enneagram-karakter alapja
Az enneagram dinamikus rendszer, ábrája kilenc pontból áll, amelyek a karaktereket egyenként jelölik meg, és köztük folyamatos a mozgás. A gyökérpontoknál a legerősebb a hozzájuk tartozó tulajdonság. Ezeknél látszólag nincs jelen a düh (9), a tiszta szeretet (3) és a félelem (6).
Az enneagram-karakter gyerekkorban rögzül minden embernél, néhány éves korban. Ennek neve karakterfixáció. Ez elkerülhetetlen, és oka egy mély érzelmeket kiváltó konfliktus megélése. Innentől kezdi el magát valaki egy külső fogalommal azonosítani, belép a téves azonosulás, amely ezek után meghatározó szereppel rendelkezik az egyén fejlődésében. A karakter egészen életünk végéig elkísér minket valamilyen formában.

## Magyar nyelvű irodalom
- Eli Jaxon-Bear: Gyógyulj ki gyökerestől a szenvedésből. Az Enneagram felhasználása a lelki fejlődésben; ford. Vörös Ákos; Emil Coué Magyarország Pozitív Gondolkodásért Egyesület, Veszprém, 1995
- Maria Beesing–Robert J. Nogosek–Patrick H. O'Leary: Enneagram. Az önmegismerés útja; ford. Horváth Erzsébet; Korda, Kecskemét, 1996
- Eli Jaxon-Bear: Lelki típusod, lelki titkaid. Enneagram az önismeret szolgálatában. Az ősi szufi karakterrendszer üzenete a mai ember számára; ford. Vörös Ákos; 2. átdolg. kiad.; Emil Coué Magyarország Pozitív Gondolkodásért Egyesület–Pszicho Tréning, Veszprém, 1997
- Renee Baron–Elizabeth Wagele: Játékos enneagram. Ismerd meg saját karaktertípusodat; ford. Koppányi Zsolt, Salek Zoltán; LEELA Alapítvány, Bp., 1998
- Elizabeth Wagele: A gyereknevelés enneagramja. A gyerekek 9 viselkedési stílusa; ford. Koppányi Zsolt; LEELA Alapítvány, Bp., 1999
- Don Richard Riso–Russ Hudson: Személyiségtípusok. Önismeret mindenkinek az enneagram segítségével; ford. Sóskuthy György; Park, Bp., 1999
- Renee Baron–Elizabeth Wagele: Én a te típusod vagyok, te az enyém? Párkapcsolatok az enneagram tükrében; ford. Koppányi Zsolt, Salek Zoltán; LEELA Alapítvány, Bp., 2000
- Don Richard Riso–Russ Hudson: Az enneagram bölcsessége Útmutató a kilenc személyiségtípus lelki és szellemi fejlődéséhez; ford. Sóskuthy György; Park, Bp., 2001
- Klausbernd Vollmar: Az enneagram kézikönyve; ford. Szabó Judit; Bioenergetic, Bp., 2003
- Eli Jaxon-Bear: A megszabadulás enneagramja. A fixációtól a szabadságig; ford. Veszprémi Krisztina; Ursus Libris, Bp., 2005
- PrAkash Vörös Ákos: A használható enneagram. Kis emberhatározó; Ezo Tér, Bp., 2007
- Enneagram kézikönyv; összeáll., szerk., Császári Éva; Pythia, Onga, 2008
- Mótusz János: Enneagram. A személyiség élettana természetgyógyászoknak; BioTer, Bp., 2009
- Eric Salmon: Enneagram ABC. Tankönyv a személyiség kilenc típusáról azoknak, akik évszázadokon át fenntartották az enneagram hagyományát; ford. Ladányi Lóránd; Belső Egész-ség, Onga, 2011
- Helen Palmer: Enneagram a szerelemben és a munkában. Értsd meg bensőséges és munkakapcsolataidat!; ford. Veszprémi Krisztina; Ursus Libris, Bp., 2015
- James Empereur: A belső növekedés kilenc útja. Enneagram és lelkivezetés; ford. Lisztes Gábor; Jezsuita, Bp., 2015 (Jezsuita könyvek. Lelkiség)
- David Daniels–Virginia Price: Az enneagram esszenciája. Hiteles személyiségteszttel és a saját személyiségtípusunk feltárásához nyújtott útmutatóval; ford. Sitkéry Zoltán, Veszprémi Krisztina; Filosz, Bp., 2017
- Richard Rohr–Andreas Ebert: Az enneagramm. A lélek kilenc arca; ford. Tenigl-Takács László; jav. utánny.; Ursus Libris, Bp., 2017
- Ian Morgan Cron–Suzanne Stabile: Úton önmagunkhoz. Enneagram – térkép az önismerethez; ford. Lisztes Gábor; Harmat, Bp., 2019
- Beatrice Chestnut–Uranio Paes: A felébredés enneagramja. Találd meg az igazi utad, nézz szembe az árnyékoddal és fedezd fel valódi önmagad; ford. Végh Orsolya; Édesvíz, Bp., 2021
- Suzanne Stabile: Úton egymáshoz. Enneagramtérkép az egészséges kapcsolatokhoz; ford. Hamerli Nikolett; Harmat, Bp., 2021